# Альбер Блок
Альбер Блок (фр. Albert Bloch) — один из центральных персонажей цикла романов Марселя Пруста «В поисках утраченного времени» (далее — «Поиски»), антипод героя, как писатель.

## Альбер Блок в «Поисках»

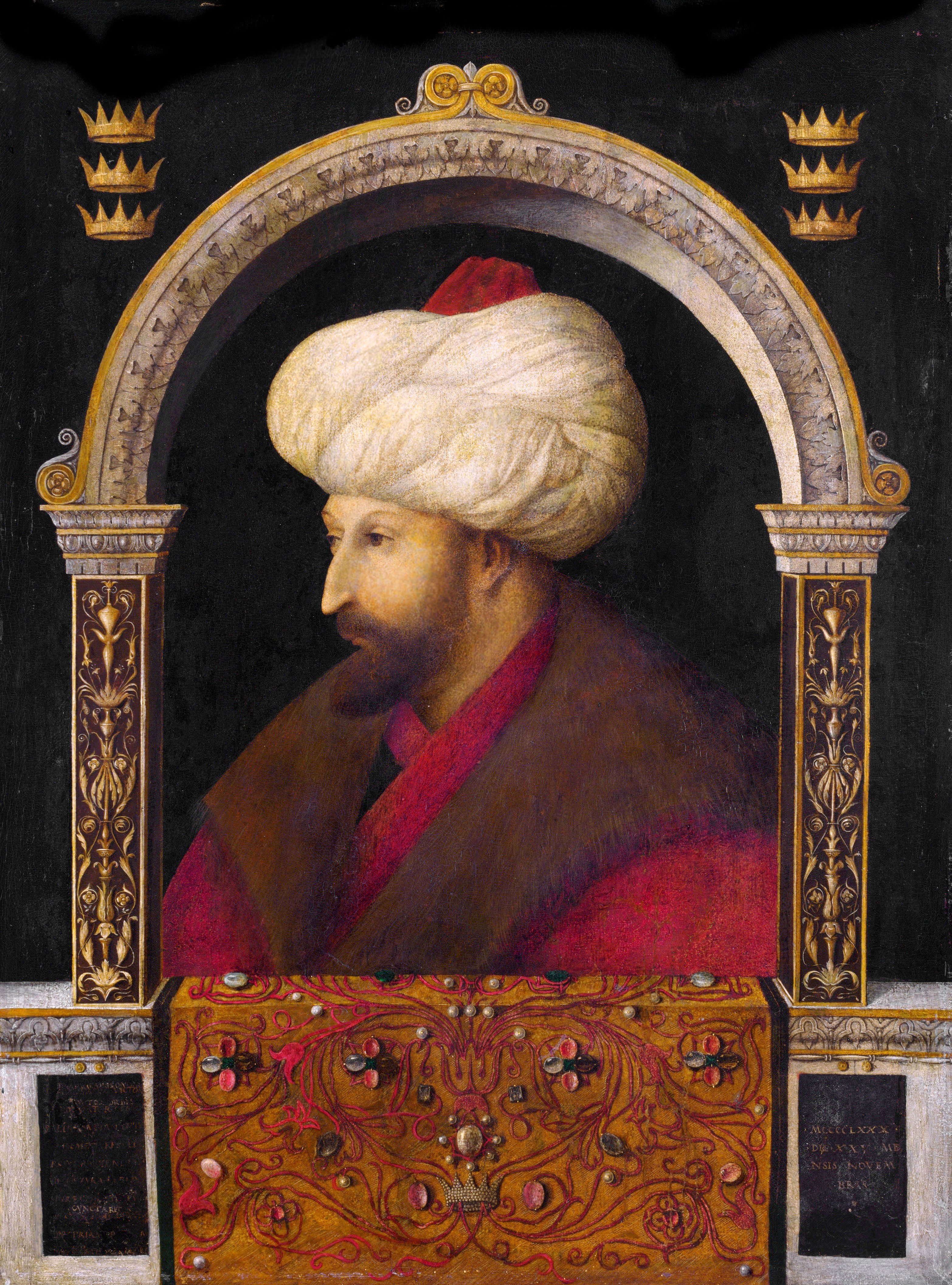
Джованни Беллини. Портрет турецкого султана Мехмеда II. 1480. Лондонская национальная галерея

Альбер Блок, приятель Рассказчика, — еврей, «несколько напыщенный и экстравагантный, сочетающий снобизм с образованностью и капризным нравом». Шарлю Свану яркая внешность Блока-подростка напоминала беллиниевский портрет Магомета II: «…такие же брови дугою, такой же крючковатый нос, и такой же он скуластый. Когда он отпустит бородку, это будет вылитый Магомет».
Альбер Блок имел на Рассказчика определённое влияние: в детские комбрейские годы Марсель «перед ним преклонялся», хотя тот не нравился его родным, а его отец и вовсе называл Блока «идиотом». Немного старше мечтательного Марселя, он цинично «опускает его на землю», ведёт с ним литературные споры, развенчивая Расина и противопоставляя ему Леконта де Лиля. Именно Блок рассказывает Марселю о писателе Берготе, а позднее открывает ему «новые пути к счастью», доказывая, «что женщины только о любовных похождениях и мечтают», и даже впервые отводит его «в весёлый дом». Юноша-Блок стал одним из случайных любовников Одетты Сван, о чём два года спустя в Бальбеке он хвастливо поведал Марселю. В этом курортном городке, куда Альбер приехал со своими двоюродными сёстрами, у которых там «было много родни и друзей», прежде бессвязные черты характера приятеля начинают для Рассказчика собираться в цельный портрет: Блок «был, если воспользоваться не совсем правильным выражением, „дурно воспитан“, и этого своего недостатка он не замечал, и, уж во всяком случае, ему не могло прийти в голову, что недостаток этот может коробить других».
Идейные принципы и поведение Альбера Блока на протяжении «Поисков» множество раз меняются в зависимости от обстоятельств. Зимой, когда после поездки в Бальбек Рассказчик встречается с ним в салоне маркизы де Вильпаризи, Блок старается выглядеть светски — он начинающий драматург, «отрастил козлиную бородку, носил пенсне, ходил в длинном сюртуке и, точно свиток папируса, держал в руке перчатку». Но, допустив досадную неловкость и не желая признать свою вину, он был «взбешен, расстроен, решил, что ноги его больше не будет в салонах». В шестой книге «Поисков», когда статью Рассказчика наконец-то публикует «Фигаро», Блок, завидуя литературному успеху товарища, нарочито на неё не откликается. «Он прочёл мою статью, но признался мне в этом позднее, когда ему понадобился ответ от меня. Спустя несколько лет он поместил статью в „Фигаро“ и сейчас же сообщил мне об этом событии. Он рассматривал мой ответ как свою неотъемлемую привилегию». Во время «дела Дрейфуса» Альбер Блок занимал самые крайние и антимилитаристские позиции в лагере «дрейфуссаров». В августе 1914 года он, напротив, высказывал резко шовинистические взгляды, но уже через несколько дней в корне переменил своё отношение к войне и, явившись к Марселю, выглядел совершенно потрясённым, так как несмотря на «близорукость» был признан годным к службе. К концу «Поисков» ярко выраженный еврей Блок, потерявший отца и выдавший в 1916 году дочь замуж за католика, взял себе имя Жака дю Розье (чтобы отделиться от еврейства), сделался англоманом и в очередной раз сменил облик: «Мне с трудом удалось узнать моего приятеля... английский шик изменил до неузнаваемости его внешность и окончательно сгладил то, что только можно было сгладить».

## Прототипы
- Рене Блюм (1878—1942), литератор, выступил посредником между Прустом и издателем Грассе; автор книги «Как появился Сван» (1930)[20].
- Самовлюблённый Блок являет собой тип, во многом противоположный Рассказчику, но отчасти несёт в себе и некоторые черты, имевшиеся у Пруста в подростковом возрасте: «В 1886 году, в пятом классе лицея, он ещё был отчасти заражён тем выспренным педантизмом, родившимся под влиянием Леконта де Лиля и классического образования, которым он позже наградит Блока»[21][22].

## В экранизациях
- Кристиан Вадим — «Обретённое время» Рауля Руиса (1999).
- Артур Игуаль — «В поисках утраченного времени» Нины Компанеец (2011).